# Twijnstraat (Utrecht)

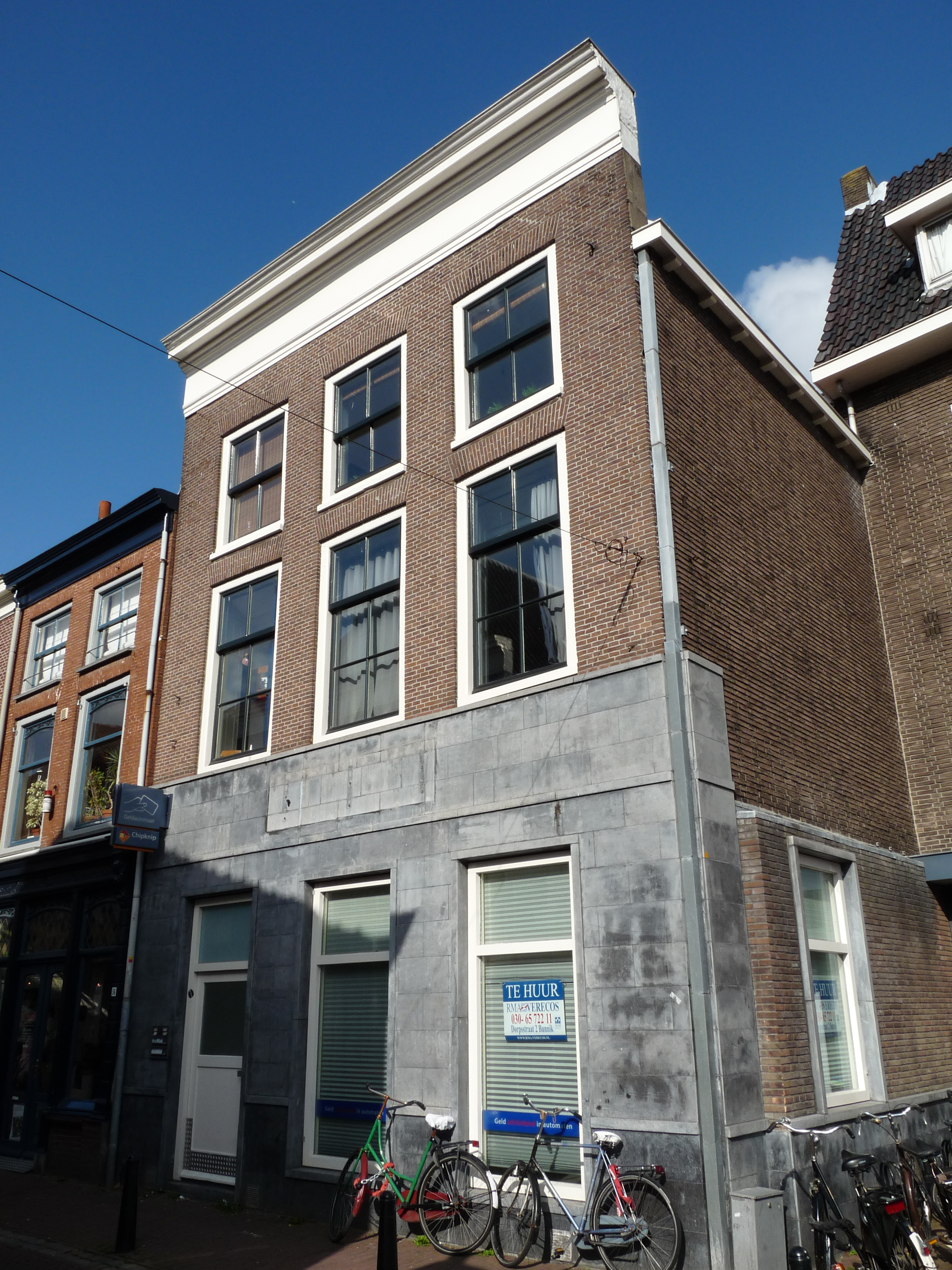
Twijnstraat 58, een van de rijksmonumenten. Het betreft mogelijk een ongesplitst perceel. Links in de foto het smalle pand op nummer 56 dat samen met 54 een huizenpaar vormt.

De Twijnstraat is een straat in het Museumkwartier van de Nederlandse stad Utrecht. De straat loopt evenwijdig aan het meest zuidoostelijke deel van de Oudegracht en is vrijwel volledig aan weerszijden bebouwd. Panden aan de gracht kennen de adrestoevoeging aan de Werf.

## Geschiedenis
Vermoedelijk is het deel van de Oudegracht ter hoogte van de Twijnstraat de oude loop van de rivier de Rijn. Reeds in de 13e eeuw was de Twijnstraat een winkelstraat en daarmee behoort zij tot de oudste winkelstraten in Utrecht. Opmerkelijk is daarnaast dat dit gebied bij het verkrijgen van de Utrechtse stadsrechten in 1122 binnen de stadsgrens kwam te vallen. Was vanouds het Domplein met naastgelegen wijk het centrum van Utrecht, bij het afbakenen van het stadsgebied in 1122 werd waarschijnlijk een zuidelijke, niet onbelangrijke, handelsnederzetting hier meegenomen. In 1337 duikt vervolgens voor het eerst de straatnaam op onder de noemer Twijstraten, maar onduidelijk is waar de straat haar naam precies aan dankt. In het algemeen wordt aangenomen dat de naam te maken heeft met de aanwezigheid van de mandenmakers en is de naam Twijestraat een verwijzing naar de twijgen (twije) die ze gebruikten bij de productie van hun manden.
Diverse belangrijke routes kwamen vanaf de middeleeuwen samen bij de Twijnstraat. De verdwenen Tolsteegpoorten vormden hier een dubbele stadspoort bij de Tolsteegbarrière voor het landverkeer vanuit het zuiden de stad in. Tevens hebben de Kromme Rijn en Vaartsche Rijn als waterweg hun eindpunt op deze plaats waarbij scheepvaart via een waterpoort tussen de Tolsteegpoorten de stad in kon komen naar de Oudegracht.
De Twijnstraat is aan weerszijden bebouwd waarbij de westelijke bebouwing zelfs vrijwel geheel dubbel is uitgevoerd met panden aan de straat en aan de lager gelegen gracht. De huizen aan de gracht hebben een smalle werf en het adres ervan is Twijnstraat aan de Werf. Deze huizen zijn bereikbaar via stegen vanaf de hoger gelegen Twijnstraat. Qua percelen is te zien dat in de straat zich vandaag de dag brede en smalle panden bevinden. Mogelijk is gaandeweg de geschiedenis een deel van de oorspronkelijke, brede, percelen in tweeën gesplitst, waardoor smalle percelen van 1 roede (circa 3,5 meter) breed ontstonden. In de Twijnstraat en aan de werf bevinden zich diverse rijksmonumentale panden.
Eind 19e eeuw werd een paardentram in gebruik genomen die vanaf de Tolsteegbrug door de Twijnstraat naar het eindpunt Pellecussenbrug voerde. Begin 20e eeuw werd de tram door de Twijnstraat geëlektrificeerd en bereden door de Gemeentetram Utrecht. Tramlijn 4 liep rond 1935 vanaf het Ledig Erf, via de Twijnstraat en het Centraal Station, tot de Rijksmunt. Nog voor de Tweede Wereldoorlog namen stadsbussen het vervoer over. Vandaag de dag zijn de bussen verdwenen in deze nauwe straat met eenrichtingsverkeer; de winkelfunctie is in de loop der eeuwen gebleven.